# (134069) Miyo
(134069) Miyo est un astéroïde de la ceinture principale.

## Description
(134069) Miyo est un astéroïde de la ceinture principale. Il fut découvert le 13 décembre 2004 à Yamagata par Koichi Itagaki. Il présente une orbite caractérisée par un demi-grand axe de 3,00 UA, une excentricité de 0,07 et une inclinaison de 3,4° par rapport à l'écliptique.
Il est nommé d'après Miyo Itagaki, la mère du découvreur.

## Compléments